# Енеко Сатрустегі
Енеко Сатрустегі (ісп. Eneko Satrústegui, нар. 25 вересня 1990, Памплона) — іспанський футболіст, захисник клубу «Расінг».

## Ігрова кар'єра
Вихованець «Осасуни». 2009 року для отримання ігрової практики захисник був відданий в оренду до клубу «Ісарра» з Сегунди Б, третього дивізіону країни, де провів один сезон, взявши участь у 26 матчах чемпіонату, після чого протягом 2010—2012 років захищав кольори резервної команди «Осасуни», яка грала там само.
6 листопада 2011 року він дебютував за першу команду у Ла Лізі, розпочавши в основі виїзну гру проти столичного «Реала» (1:7) і був вилучений з поля. У своїй другій грі, в матчі чемпіонату з «Еспаньйолом» (2:1) 27 листопада 2011 року, Сатрустегі також вийшов у старті і знову отримав червону картку, таким чином ставши першим гравцем, якого вилучили з поля в двох перших матчах у вищому дивізіоні Іспанії. Так і не закріпившись в основі, 5 липня наступного року він був відданий в оренду на сезон клубу «Нумансія» з Сегунди.
Сатрустегі повернувся в «Осасуну» влітку 2013 року і наступного сезону з'явився на полі лише в двох матчах Кубка Іспанії, а команда вилетіла з вищого дивізіону. У серпні 2014 року він відхилив пропозицію клубу про продовження співпраці і наступного місяця перейшов у клуб «Реал Мурсія» з Сегунди Б. Там Сатрустегі провів два роки, після чого грав за інші команди цього дивізіону, «Ебро», «Льєйда Еспортіу» та «Кастельйон». Більшість часу, проведеного у складі «Кастельйона», був основним гравцем захисту команди і 2020 року допоміг команді вийти до Сегунди.
21 червня 2021 року Сатрустегі підписав контракт з «Расінгом», що виступав у Прімері КІФФ, новоствореному третьому дивізіоні країни. Станом на 8 червня 2022 року відіграв за клуб із Сантандера 35 матчів в національному чемпіонаті.